# Paralimnus inexpectatus
Paralimnus inexpectatus är en insektsart som beskrevs av Dlabola 1961. Paralimnus inexpectatus ingår i släktet Paralimnus och familjen dvärgstritar. Inga underarter finns listade i Catalogue of Life.